# حركة الجهاد الإسلامي (جنوب آسيا)
حركة الجهاد الإسلامي هي حركة إسلامية مسلحة تنشط في دول جنوب آسيا: باكستان، وبنغلاديش، والهند منذ أوائل التسعينات. تم حظرها في بنغلاديش في عام 2005، وقتل قائدها العسكري إلياس كشميري في غارة جوية أمريكية باستخدام طائرة بريداتور بدون طيار في جنوب وزيرستان في 4 يونيو 2011.

## تاريخ الحركة
في عام 1984 أثناء الحرب السوفيتية الأفغانية تأسست حركة الجهاد الإسلامي من قبل فضل الرحمن خليل وقاري سيف الله أختر، حيث كانت أول جماعة جهادية مقرها باكستان، ثم انفصل فضل الرحمن خليل وكون حركة الأنصار، التي أصبحت أكثر المنظمات المسلحة تأثيرًا في كشمير. والتي أصبحت فيما بعد حركة المجاهدين في عام 1997. 
اقتصر عمليات حركة الجهاد الإسلامي في البداية في أفغانستان ضد الشيوعيين، ولكن بعد انسحاب السوفييت، ركزت حركة الجهاد عملياتها ضد الحكومة الهندية في جامو وكشمير، وتوسع نفوذ الحركة إلى بنغلاديش بعدما أُسست حركة الجهاد الإسلامي في بنغلاديش في عام 1992 بمساعدة أسامة بن لادن.

## محاولة الانقلاب على حكومة بنظير بوتو
في سبتمبر 1995 كانت الجماعة مرتبطة بعناصر إسلامية في الجيش الباكستاني، وشارك قائد الحركة قاري سيف الله أختر في محاولة انقلابية بمشاركة عدد من ضباط الجيش منهم: اللواء ظاهر إسلام عباسي، والعميد مستنصر بالله، الذين خططوا للإطاحة بقيادة الجيش ثم الإطاحة بحكومة بنظير بوتو وإنشاء «حكومة إسلامية» في البلاد.